# Gyires Béla
Gyires Béla (Zágráb, 1909. március 29. – Budapest, 2001. augusztus 26.) magyar matematikus, egyetemi tanár, a Magyar Tudományos Akadémia rendes tagja.

## Élete
Gyires Béla MÁV-segédtiszt és Kiss Julianna fiaként született. Az első világháború után családja Debrecenbe költözött, itt érettségizett 1928-ban, majd 1933-ban a budapesti Pázmány Péter Tudományegyetemen mennyiségtan–természettan szakos tanári oklevelet szerzett. 1934 és 1938 között a pásztói kereskedelmi iskola rendes tanára volt, majd a Debreceni Piarista Gimnázium helyettes, később rendes tanára lett. 1941-ben bölcsészdoktori oklevelet szerzett. Fő tanítómesterének Jordán Károlyt tartotta.
1943-tól 1945-ig a Kassai Kereskedelmi Főiskola rendes tanára volt, majd a második világháborút követően a debreceni Tisza István Tudományegyetem, illetve a KLTE TTK beosztott középiskolai tanára lett. 1947 és 1949 között intézeti tanár volt Varga Ottó professzor mellett, majd 1949-ben magántanári képesítést szerzett, ezután 1951-ig a KLTE magántanáraként dolgozott. 1952-ben a KLTE TTK Valószínűségszámítási és Alkalmazott Matematikai Tanszék alapítója és tanszékvezető egyetemi docense, valamint a matematikai tudományok kandidátusa lett. 1952-től az MTA Alkalmazott Matematikai Intézet Valószínűségszámítási Főosztály Matematikai Statisztikai Osztályának osztályvezető tudományos főmunkatársaként is dolgozott.
1958 és 1974 között vezette a KLTE Matematikai Intézetét, 1962-ben pedig a matematikai tudományok doktora és egyetemi tanár lett. 1966-tól 1969-ig a TTK dékánja volt. 1967-ben részt vett a debreceni Számolóközpont megalapításában, 1972-ben pedig a kezdeményezésére indult meg a debreceni programozómatematikus-képzés is. 1980 és 1991 között a KLTE TTK tudományos tanácsadója volt. 1987-ben a Magyar Tudományos Akadémia levelező, 1990-ben rendes tagjává választották. 1994-től a KLTE TTK emeritusz professzora volt.
Tudományos munkássága során számelméleti algebrai kérdésekkel, valószínűségszámítással, véletlen blokkok elméletével, matematikai statisztikával és differenciálegyenletekkel, valamint függvénymátrixokkal foglalkozott. Tagja volt az MTA Matematikai Bizottságának, Számítástudományi Bizottságának és Szociális Bizottságának is, valamint tagja volt a Debreceni Akadémiai Bizottságnak is. A Bolyai János Matematikai Társulat és a TIT matematikai választmányának tiszteletbeli elnöke, továbbá a Neumann János Számítógép-tudományi Társaság és a Természettudományi Társaság tiszteletbeli tagja volt. Tagja volt az Acta Mathematica, az Alkalmazott Matematikai Lapok, a Periodica Mathematica és a Publicationes Mathematicae szerkesztőbizottságának is.
Felesége 1943-tól Simai Magda középiskolai tanár volt. Két gyermekük született, Gyires Klára (1946–) orvos, farmakológus, az MTA doktora, egyetemi tanár és Gyires Tibor Béla (1948–) matematikus, informatikus, egyetemi tanár.
Élete végén Budapestre költözött, ahol 2001-ben hunyt el. A Farkasréti temetőben nyugszik. Hagyatéka a Debreceni Egyetemi Könyvtárba került.

## Emlékezete
Tiszteletére Debrecen-Kertvárosban utcát neveztek el róla. Emlékére 2001 óta a Debreceni Egyetem Informatikai Karán minden évben Gyires Béla Informatikai Napot tartanak. 2004 óta adják át a Gyires Béla-díjat, melyet a család és az MTA Matematikai Tudományok Osztálya alapított. A díjat a valószínűségszámítás és az alkalmazott matematika területén kimagasló tudományos teljesítményt elérő negyven évnél fiatalabb matematikus kaphatja.

## Díjai, elismerései
- Munka Érdemrend (ezüst, 1971; arany, 1979)
- Állami Díj (1980)
- Pro Universitate Díj (KLTE, 1984)
- Bugát Pál-emlékérem (1985)
- Hatvani István-díj (1993)
- Debrecen díszpolgára (1996)
- Emlékplakett a KLTE 50. évfordulója alkalmából (1999)
- Magyar Köztársasági Érdemrend középkeresztje (1999)
- Neumann János-díj (1999)